# Список гласных Московской городской думы, 1917-1918
25 июня (8 июля) 1917 года Московская городская дума была избрана по новому демократическом закону о выборах, принятому Временным правительством. В соответствии с этим законом впервые получили избирательные права женщины, их представляли 11 гласных, или 6 % от общего числа мест в Думе. 116 мест (58 %) заняли эсеры, второй по численности была фракция конституционных демократов — 34 депутата (17 %). Фракция объединённых социал-демократов, основу которой составляли меньшевики, получила почти столько же (24 места, 12 %), как и большевики (23 места, 11,5 %) и самую маленькую фракцию 3 места (1,5 %) получила недавно объединившая Народно-социалистическая и трудовая партия. Последнее заседание Городской думы состоялось вскоре после разгона Учредительного собрания, 8 января 1918 года. На нём по предложению московского городского головы В. В. Руднева была принята резолюция: «Наступило царство ничем не ограниченного произвола и насилия».
| №   | Фамилия (псевдоним), имя отчество                             | Адрес | Партийная принадлежность | Участие в собр. 6 ноября 1917 |
| --- | ------------------------------------------------------------- | --- | ------------------------ | ----------------------------- |
| 1   | Абрамович, Дора Симовна                                       | Владимиро-Долгоруковская, 9, кв. 150                                                                              | с.-р.                    | да                            |
| 2   | Авинов, Николай Николаевич                                    | Трубниковский, 32                                                                                                 | к.-д.                    | да                            |
| 3   | Александров, Степан Николаевич                                | Софийская наб., 6, кв. 18                                                                                         | РСДРП(о)                 | да                            |
| 4   | Алфёров, Александр Данилович                                  | 7-й Ростовский, 21                                                                                                | к.-д.                    | да                            |
| 5   | Аносов, Михаил Степанович                                     | Б. Пресня, д. 44-а, кв. 34                                                                                        | с.-р.                    | да                            |
| 6   | Анохин, Алексей Сергеевич                                     | 4-я Мещанская, 3-й Троицкий пер., 15, кв. 1                                                                       | с.-р.                    | нет                           |
| 7   | Антонов, Василий Григорьевич                                  | Самарский пер, 20, кв. 8                                                                                          | с.-р.                    | да                            |
| 8   | Арманд, Инесса Фёдоровна                                      | Арбат, Денежный пер., 14, кв. 13                                                                                  | РСДРП(б)                 | нет                           |
| 9   | Арманд, Лидия Мариановна                                      | Плющиха, 4-й Ростовский, 2, кв. 35                                                                                | с.-р.                    | да                            |
| 10  | Артемьев, Николай Иванович                                    | Волхонка, 6, кв. 20                                                                                               | с.-р.                    | да                            |
| 11  | Астафьев, Михаил Гаврилович                                   | Ново-Лесной, Миняевский пер., 16, кв. 7                                                                           | с.-р.                    | да                            |
| 12  | Астров, Владимир Иванович                                     | Яузская часть, 2 уч., М. Казенный, 6, кв. 1                                                                       | к.-д.                    | нет                           |
| 13  | Астров, Николай Иванович                                      | Покровка, 42, кв. 15                                                                                              | к.-д.                    | да                            |
| 14  | Бахрушин, Сергей Владимирович                                 | Арбат, Денежный пер., д. 7                                                                                        | к.-д.                    | да                            |
| 15  | Безель, Владимир Яковлевич                                    | 3-й Самотечный пер., 10, кв. 48                                                                                   | с.-р.                    | да                            |
| 16  | Беркенгейм, Александр Моисеевич                               | Бахрушинский туп., д. Зейберта                                                                                    | с.-р.                    | да                            |
| 17  | Богданов, Николай Николаевич                                  | уг. Каланчевской и Домниковской, 25/27 кв. 22                                                                     | с.-р.                    | да                            |
| 18  | Бондаренко, Иван Петрович                                     | Преображенская площадь, 1-й Петровский, 50                                                                        | РСДРП(б)                 | нет                           |
| 19  | Бонч-Осмоловский, Анатолий Осипович                           | Петровский парк, Дворцовый пер., 9                                                                                | с.-р.                    | да                            |
| 20  | Борщевский, Александр Степанович                              | Александровский д., 40, кв. 6                                                                                     | РСДРП(б)                 | нет                           |
| 21  | Брюхатов, Лев Дмитриевич                                      | 7-й Ростовский, 15, кв. 20                                                                                        | н.-с.                    | да                            |
| 22  | Бурышкин, Павел Афанасьевич (товарищ городского головы)       | Антипьевский, 7                                                                                                   | к.-д.                    | да                            |
| 23  | Бухарин, Николай Иванович                                     | Б. Ордынка, д. Александро-Мариинск. уч., кв. 5                                                                    | РСДРП(б)                 | нет                           |
| 24  | Белорусов, Семён Сергеевич                                    | за Крестовской заставой, Лебедевский пер., д. 7                                                                   | РСДРП(б)                 | нет                           |
| 25  | Белостоцкий, Владимир Львович (член городской управы)         | Б. Молчановка, 17                                                                                                 | с.-р.                    | да                            |
| 26  | Ведерников, Алексей Степанович                                | 7-й Ростовский переулок, 15                                                                                       | РСДРП(б)                 | нет                           |
| 27  | Велихов, Павел Аполлонович                                    | Бахметьевский, 15                                                                                                 | к.-д.                    | да                            |
| 28  | Виноградский, Михаил Николаевич                               | Волхонка, 6, кв. 20                                                                                               | с.-р.                    | да                            |
| 29  | Виткович, Станислав Антонович                                 | Владимиро-Долгоруковская, 9, кв. 150                                                                              | с.-р.                    | да                            |
| 30  | Вишняк, Марк Вениаминович                                     | М. Лубянка, 9, кв. 23                                                                                             | с.-р.                    | нет                           |
| 31  | Владимиров, Александр Владимирович                            | 2-й Крутицкий пер., 21, кв. 2                                                                                     | с.-р.                    | да                            |
| 32  | Владимирский, Алексей Николаевич                              | Патриаршие пруды, д. 12, кв. 7                                                                                    | с.-р.                    | нет                           |
| 33  | Вознесенский, Александр Николаевич                            | Благовещенский п., 3, кв. 19                                                                                      | с.-р.                    | нет                           |
| 34  | Волов, Марк Аркадьевич                                        | М. Екатерининская, против ворот Старо-Екатерининской больницы, д. 16, кв. 3                                       | с.-р.                    | нет                           |
| 35  | Воскресенский, Алексей Сергеевич                              | Волхонка, 9, кв. 37                                                                                               | с.-р.                    | нет                           |
| 36  | Гаврилов, Сергей Тимофеевич                                   | Гагаринский, 23, кв. 34                                                                                           | с.-р.                    | нет                           |
| 37  | Гавронский, Дмитрий Осипович                                  | Мясницкая ул., 24, кв. 108                                                                                        | с.-р.                    | нет                           |
| 38  | Гальперин, Лев Ефимович                                       | Солянка, 1, кв. 70                                                                                                | РСДРП(о)                 | нет                           |
| 39  | Гальперин, Роза Израилевна                                    | Новослободская, 26, кв. 3                                                                                         | с.-р.                    | да                            |
| 40  | Гедеоновский, Александр Васильевич (член городской управы)    | Б. Патриаршие пруды, 12, кв. 6                                                                                    | с.-р.                    | да                            |
| 41  | Гейликман, Тевель Борухович                                   | Покровка, Введенский пер., д. 14, кв. 11                                                                          | РСДРП(о)                 | да                            |
| 42  | Гельфгот, Александр Павлович                                  | Сокольники, Б. Бахрушинская ул., 4, кв. 4                                                                         | с.-р.                    | да                            |
| 43  | Гендельман, Михаил Яковлевич                                  | Борисоглебский пер., 8                                                                                            | с.-р.                    | да                            |
| 44  | Глазунов, Александр Васильевич                                | Донская, 21, кв. 10                                                                                               | с.-р.                    | да                            |
| 45  | Голицын, Михаил Владимирович (член городской управы)          | Спиридоновка, Георгиевский пер., 14                                                                               | к.-д.                    | да                            |
| 46  | Голоухов, Иван Иванович                                       | Земляной вал, 65, кв. 26                                                                                          | с.-р.                    | нет                           |
| 47  | Горохов, Александр Алексеевич                                 | Ольховка, 9, кв. 10                                                                                               | с.-р.                    | нет                           |
| 48  | Горохов, Дмитрий Егорович                                     | Садово-Кудринская, 15                                                                                             | к.-д.                    | да                            |
| 49  | Грановский, Лев Борисович                                     | Б. Тверская-Ямская, 45, кв. 4                                                                                     | РСДРП(о)                 | да                            |
| 50  | Грацианов, Петр Владимирович                                  | Остоженка, 1-й Ильинский пер., д. 5, кв. 6                                                                        | с.-р.                    | да                            |
| 51  | Гриневецкий Василий Игнатьевич                                | Ново-Басманная, 10, кв. 86                                                                                        | к.-д.                    | нет                           |
| 52  | Гроссман, Виктор Азриэлевич                                   | Сретенский бульвар, Стрелецкий пер., 3, кв. 3                                                                     | с.-р.                    | нет                           |
| 53  | Гусев, Сергей Александрович                                   | Коровий вал, 6, кв. 15                                                                                            | с.-р.                    | нет                           |
| 54  | Данилов, Флегонт Александрович                                | Смоленский бульвар, 24, кв. 31                                                                                    | с.-р.                    | да                            |
| 55  | Девяткин, Александр Фёдорович                                 | Щипок, 20, кв. 1                                                                                                  | РСДРП(о)                 | нет                           |
| 56  | Дементьев, Фёдор Фёдорович                                    | 2-я Сокольническая ул., 7/9, кв. 25                                                                               | с.-р.                    | да                            |
| 57  | Демме, Егор Егорович                                          | Арбат, Староконюшенный пер., 15, кв. 1 (на церковн. дворе)                                                        | с.-р.                    | нет                           |
| 58  | Домбровская, Лидия Антоновна                                  | Петроградское шоссе, 17, кв. 18                                                                                   | с.-р.                    | да                            |
| 59  | Дорф, Давид Яковлевич (член городской управы)                 | Олсуфьевский пер., 1, кв. 9                                                                                       | с.-р.                    | да                            |
| 60  | Евтихиев, Иван Иванович                                       | Б. Никитская, 58                                                                                                  | с.-р.                    | да                            |
| 61  | Егоров, Иван Иванович                                         | Покровская, 53 | РСДРП(о)                 | нет                           |
| 62  | Ельяшевич, Александр Борисович                                | Пятницкая, Климентовский пер., 27, кв. 64                                                                         | с.-р.                    | нет                           |
| 63  | Ельяшевич, Зиновий Борисович                                  | Пятницкая, Климентовский пер., 27, кв. 64                                                                         | с.-р.                    | да                            |
| 64  | Ершов, Сергей Петрович                                        | Шабловка, 50, кв. 19                                                                                              | РСДРП(о)                 | нет                           |
| 65  | Есин, Василий Захарович                                       | Ольховский п., 6                                                                                                  | РСДРП(б)                 | нет                           |
| 66  | Заблоцкий, Станислав Иосифович                                | Семёновская, 21                                                                                                   | с.-р.                    | нет                           |
| 67  | Закс, Бернард Генрихович                                      | Б. Молчановка, д. 28, кв. 12; Служ.: Тверская, д. бывш. генерал-губернатора, Совет Рабочих Депутатов, бухгалтерия | РСДРП(б)                 | нет                           |
| 68  | Залкинд, Лазарь Борисович                                     | 2-й Волконский пер., 3, кв. 20                                                                                    | РСДРП(о)                 | да                            |
| 69  | Зарецкая, София Моисеевна                                     | М. Гнездиковский, 9, кв. 41                                                                                       | РСДРП(о)                 | нет                           |
| 70  | Земкевич, Станислав Людвигович                                | Симоновский, Кам.-Коллежский вал, 32, кв. 16                                                                      | с.-р.                    | да                            |
| 71  | Зимовский, Федор Яковлевич                                    | Донская ул., 21, кв. 40                                                                                           | с.-р.                    | да                            |
| 72  | Злобин, Дмитрий Иванович                                      | Ново-Басманная, 23                                                                                                | с.-р.                    | нет                           |
| 73  | Знаменский, Андрей Александрович                              | 2-я Тверская- Ямская, 29                                                                                          | РСДРП(б)                 | нет                           |
| 74  | Кабанов, Борис Владимирович                                   | Садовая, близ Красных ворот, д. Афремова, кв. 101                                                                 | с.-р.                    | да                            |
| 75  | Кабанов, Николай Александрович                                | Никитский бул., д. 15, кв. 16                                                                                     | с.-р.                    | нет                           |
| 76  | Канель, Вениамин Яковлевич                                    | Мамоновский пер., 6, кв. 5                                                                                        | РСДРП(о)                 | нет                           |
| 77  | Карачевский-Волк, Василий Васильевич                          | уг. Долгого и Новоконюшенного п., 12/16                                                                           | н.-с.                    | да                            |
| 78  | Катуар, Лев Львович                                           | Петровский бульв., 8                                                                                              | к.-д.                    | нет                           |
| 79  | Кафенгауз, Леон Борисович                                     | Б. Якиманка, 35, кв. 8                                                                                            | РСДРП(о)                 | да                            |
| 80  | Кизеветтер, Александр Александрович                           | Моховая, 10 | к.-д.                    | да                            |
| 81  | Кишкин, Николай Михайлович                                    | Б. Молчановка, 12                                                                                                 | к.-д.                    | нет                           |
| 82  | Кобяков, Сергей Артемьевич                                    | Трубниковский пер., 4 кв. 15                                                                                      | с.-р.                    | нет                           |
| 83  | Коварский, Борис Николаевич                                   | Тихвинский пер., д. 9, кв. 40                                                                                     | с.-р.                    | нет                           |
| 84  | Коварский, Илья Николаевич (товарищ городского головы)        | Петроградское шоссе, 17, кв. 18                                                                                   | с.-р.                    | да                            |
| 85  | Козлов, Василий Иванович                                      | Ст. Триумфальн. вор., Оружейный пер., 15, кв. 25; Служ.: Александровский вокзал, район. прод. ком-т               | с.-р.                    | да                            |
| 86  | Козлов, Иван Яковлевич                                        | Серпуховский пр., 7                                                                                               | РСДРП(б)                 | нет                           |
| 87  | Козлов, Николай Васильевич                                    | Знаменка, 9, кв. 27                                                                                               | с.-р.                    | да                            |
| 88  | Колокольников, Павел Николаевич                               | 1-й Волхонский, 1, кв. 2                                                                                          | РСДРП(о)                 | нет                           |
| 89  | Комиссаров, Михаил Герасимович                                | Сивцев-Вражек, 24                                                                                                 | к.-д.                    | да                            |
| 90  | Коновалов Александр Иванович                                  | Б. Никитская, 43                                                                                                  | к.-д.                    | нет                           |
| 91  | Королёв, Борис Данилович                                      | Кудринская, 11, кв. 29                                                                                            | с.-р.                    | нет                           |
| 92  | Красильников, Яков Александрович                              | Зубовский бульвар, Дворцовский пр., 3, кв. 6                                                                      | с.-р.                    | да                            |
| 93  | Крафт, Даниил Павлович                                        | Божедомский пер. 5, кв. 21                                                                                        | с.-р.                    | да                            |
| 94  | Кузнецов, Александр Антонович (он же Морев)                   | Селезневская, 44                                                                                                  | с.-р.                    | нет                           |
| 95  | Литошенко, Лев Николаевич (член городской управы)             | Б. Кисловский, 1, кв. 14                                                                                          | к.-д.                    | да                            |
| 96  | Лифшиц, Семён Яковлевич                                       | Б. Бронная, д. Полякова, 6, кв. 3                                                                                 | с.-р.                    | да                            |
| 97  | Лукьянов, Василий Матвеевич                                   | 2-й Бабьегородский пер., 22, кв. 7                                                                                | с.-р.                    | нет                           |
| 98  | Любопытнов, Алексей Петрович                                  | Старо-Конюшенный п., 2, кв. 7                                                                                     | с.-р.                    | да                            |
| 99  | Магеровский, Дмитрий Александрович                            | Б. Дмитровка, 9, кв. 36                                                                                           | с.-р.                    | нет                           |
| 100 | Мазинг, Карл Карлович                                         | М. Знаменский, 7                                                                                                  | к.-д.                    | нет                           |
| 101 | Маклаков, Василий Алексеевич                                  | Новинский бульв., 32                                                                                              | к.-д.                    | нет                           |
| 102 | Малиновская, Софья Петровна                                   | Сокольники, Ермаковская, 6, кв. 28                                                                                | с.-р.                    | да                            |
| 103 | Маленков, Емельян Михайлович                                  | Сокольники, Митьковская, 11                                                                                       | РСДРП(б)                 | нет                           |
| 104 | Мамот, Елизавета Борисовна                                    | Сретенка, Колоколышков пер., 24, кв. 38                                                                           | с.-р.                    | да                            |
| 105 | Мамонтов, Николай Сергеевич                                   | 1-й Самотечный п., 22, кв. 3                                                                                      | РСДРП(о)                 | нет                           |
| 106 | Мансветов, Фёдор Северианович                                 | Каретный ряд, Петровские казармы, кв. 12                                                                          | с.-р.                    | да                            |
| 107 | Мануйлов, Александр Аполлонович                               | Скатертный, 22 | к.-д.                    | да                            |
| 108 | Маслов, Семён Леонтьевич                                      | Б. Козихинский пер., 22, кв. 1                                                                                    | с.-р.                    | нет                           |
| 109 | Матвеев, Павел Филиппович (он же Малец Яков Васильевич)       | 2-й Яким. уч., Дровяная пл., Д. Андреева, 44, кв. 103                                                             | с.-р.                    | да                            |
| 110 | Минор, Осип Соломонович (председатель Городской Думы)         | Петровские казармы, кв. 16                                                                                        | с.-р.                    | да                            |
| 111 | Монахов, Александр Иванович                                   | 2-я Сокольничья, 8, кв. 7                                                                                         | РСДРП(б)                 | нет                           |
| 112 | Морозов, Василий Селиверстович                                | Пресненская застава, Звенигородское шоссе, 10, кв. 9                                                              | с.-р.                    | да                            |
| 113 | Мухин, Александр Арсеньевич                                   | Б. Татарская ул., Руновский пер., д. 10, кв. 8                                                                    | с.-р.                    | да                            |
| 114 | Нестеровский, Борис Юрьевич                                   | Введенский пер. 17, кв. 3                                                                                         | с.-р.                    | да                            |
| 115 | Нечкин, Дмитрий Иванович                                      | Кремль, М. Николаевский дворец                                                                                    | с.-р.                    | нет                           |
| 116 | Никитин, Алексей Максимович                                   | 2-й Знаменский, 9, кв. 1                                                                                          | РСДРП(о)                 | нет                           |
| 117 | Новгородцев, Павел Иванович                                   | Зубовский бульв., 15, кв. 8                                                                                       | к.-д.                    | да                            |
| 118 | Новиков, Михаил Михайлович                                    | Новослободская, 13                                                                                                | к.-д.                    | да                            |
| 119 | Новиков, Михаил Семёнович                                     | Пименовская, 31, кв. 34                                                                                           | с.-р.                    | нет                           |
| 120 | Немцов, Яков Васильевич                                       | Б. Серпуховская, 42, кв. 8                                                                                        | с.-р.                    | да                            |
| 121 | Овчинников, Борис Михайлович                                  | Воздвиженка, Ваганьковский пер., 3, кв. 20                                                                        | к.-д.                    | нет                           |
| 122 | Овчинников, Иван Максимович                                   | Таганка, Гончарная ул., Стар. Козьма-Демьянский пер., 4, кв. 4                                                    | с.-р.                    | нет                           |
| 123 | Орлов, Александр Семёнович [?]                                | М. Афанасьевский, 6, кв. 2                                                                                        | РСДРП(о)                 | нет                           |
| 124 | Орлов, Валериан Иванович                                      | Б. Полянка, 44, кв. 15                                                                                            | с.-р.                    | нет                           |
| 125 | Орлов, Вячеслав Иванович                                      | Серебряный пер., 1, кв. 19                                                                                        | с.-р.                    | да                            |
| 126 | Оруджиев, Джевад Гасанович                                    | Поварская, 10, кв. 17                                                                                             | с.-р.                    | да                            |
| 127 | Павлов, Владимир Евгеньевич                                   | Ново-Воротпиковский пер., 4, кв. 2                                                                                | с.-р.                    | нет                           |
| 128 | Пантелеймонов, Борис Григорьевич                              | Бутырки, Вятский пер., 8, кв. 3                                                                                   | с.-р.                    | нет                           |
| 129 | Перевозников, Пётр Васильевич                                 | Маросейка, Б. Златоустинский, 8, комн. 84, Исполнит. бюро делегатских собр. рабочих                               | с.-р.                    | нет                           |
| 130 | Подбельский, Вадим Николаевич                                 | М. Козихинский, 10                                                                                                | РСДРП(б)                 | нет                           |
| 131 | Подпалый, Александр Федорович                                 | Столовый п., 3, кв. 4                                                                                             | с.-р.                    | да                            |
| 132 | Попова, Надежда Ивановна                                      | М. Грузинская, Расторгуев пер., 4, кв. 11                                                                         | с.-р.                    | да                            |
| 133 | Пржевальский, Владимир Владимирович                           | М. Дмитровка, 3                                                                                                   | к.-д.                    | да                            |
| 134 | Пешкова, Екатерина Павловна                                   | 1-й Яузск. уч., Машков пер., 1, кв. 16                                                                            | с.-р.                    | да                            |
| 135 | Рабинович, Михаил Николаевич                                  | Хлебников пер., 19, кв. 23                                                                                        | с.-р.                    | да                            |
| 136 | Радзивиллов, Александр Викторович                             | Покровская заст., Б. Александровская, 17, кв. 3                                                                   | РСДРП(б)                 | нет                           |
| 137 | Радциг, Владимир Фёдорович                                    | Б. Екатерининская, д. 5-6, кв. 19                                                                                 | с.-р.                    | да                            |
| 138 | Ракчеев, Матвей Захарович                                     | Покровская застава, Брошевский дер., 21, кв. 1                                                                    | с.-р.                    | нет                           |
| 139 | Ратнер, Евгения Моисеевна (Элькинд)                           | Петровский парк. Дворцовый проезд, 9                                                                              | с.-р.                    | да                            |
| 140 | Робустов, Валентин Александрович                              | Б. Козихинский, 6, кв. 17                                                                                         | с.-р.                    | да                            |
| 141 | Розанов, Сергей Петрович                                      | Петровско-Разумовское, Ивановская, 7                                                                              | с.-р.                    | да                            |
| 142 | Розенблюм, Дмитрий Самуилович                                 | Поварская, Борисоглебский пер., 8                                                                                 | с.-р.                    | нет                           |
| 143 | Романов, Алексей Богданович                                   | Долгоруковская, 29                                                                                                | РСДРП(о)                 | нет                           |
| 144 | Ростовщиков, Павел Васильевич                                 | Гороховская, 20, комн. 8                                                                                          | РСДРП(б)                 | нет                           |
| 145 | Руднев, Вадим Викторович (московский городской голова)        | Тихвинский пер., 9, кв. 40                                                                                        | с.-р.                    | да                            |
| 146 | Руднев, Иван Петрович                                         | Мясницкая, Почтамт, кв. 7                                                                                         | с.-р.                    | да                            |
| 147 | Рындин, Федор Константинович                                  | Волхонка, 11, кв. 32                                                                                              | с.-р.                    | нет                           |
| 148 | Сабашников, Михаил Васильевич                                 | Тверской бульв., 6, кв. 8                                                                                         | к.-д.                    | да                            |
| 149 | Садырин, Павел Александрович                                  | Александро-Невский, 5, кв. 34                                                                                     | к.-д.                    | да                            |
| 150 | Сарксян, Айк Тамразевич                                       | М. Бронная, 22, кв. 16                                                                                            | с.-р.                    | нет                           |
| 151 | Сахаров, Василий Васильевич                                   | Ст.-Слободская, 14                                                                                                | РСДРП(б)                 | нет                           |
| 152 | Сахаров, Василий Фёдорович                                    | Сокольники, Охотничья, 13, кв. 7                                                                                  | с.-р.                    | да                            |
| 153 | Свавицкий, Николай Андреевич                                  | Плющиха, 30, кв. 9                                                                                                | РСДРП(о)                 | да                            |
| 154 | Сегаль, Михаил Львович                                        | Николо-Ямская, 50, кв. 8                                                                                          | с.-р.                    | да                            |
| 155 | Сейфульмулюков, Мустафа Камалетдинович                        | Садовническая ул., 9, кв. 34                                                                                      | с.-р.                    | да                            |
| 156 | Серадионов, Роман Васильевич                                  | Пресненская застава, Звенигородское шоссе, завод, санит.-техник., Р. В. Серапио-конто. стар. табельщ.             | с.-р.                    | да                            |
| 157 | Сережников, Виктор Константинович                             | Знаменка, 1, кв. 35                                                                                               | РСДРП(о)                 | нет                           |
| 158 | Скворцов (Степанов), Иван Иванович                            | Лосиноостровская, Север. ж. д., 1-й Ватушинский пер., дача Кабановой                                              | РСДРП(б)                 | нет                           |
| 159 | Смидович, Пётр Гермогенович                                   | 7-й Ростовский, 15, кв. 9                                                                                         | РСДРП(б)                 | нет                           |
| 160 | Смирнов, Александр Николаевич                                 | Служ.: Тверская, д. б. ген.-губ., комиссариат Мин. труда                                                          | РСДРП(о)                 | да                            |
| 161 | Смирнов, Владимир Иванович                                    | Климентовский пер., 12, кв. 1                                                                                     | с.-р.                    | нет                           |
| 162 | Смирнов, Сергей Алексеевич                                    | Шереметьевский, 5, кв. 153                                                                                        | к.-д.                    | нет                           |
| 163 | Соловьев, Василий Иванович                                    | Скобелевская пл., «Дрезден», 155, Моск. Обл. Бюро Совета pаб. и c. депутатов                                      | РСДРП(б)                 | нет                           |
| 164 | Сосновский, Владимир Фёдорович                                | 4-я Тверская-Ямская, 18, кв. 20                                                                                   | с.-р.                    | да                            |
| 165 | Сперанский, Сергей Васильевич                                 | Пятницкая, 20, кв. 50                                                                                             | к.-д.                    | нет                           |
| 166 | Ставровский, Василий Фёдорович                                | Колокольников пер., 10, кв. 11                                                                                    | с.-р.                    | да                            |
| 167 | Степанищев, Гавриил Егорович                                  | Бутырская застава. Новопроектированный пер., д. Никитина, кв. 3                                                   | с.-р.                    | да                            |
| 168 | Сторожев, Василий Николаевич                                  | Ленивка, 1/7, кв. 39                                                                                              | РСДРП(о)                 | нет                           |
| 169 | Студенецкий, Сергей Александрович (товарищ городского головы) | Тихвинский пер., 9, кв. 29                                                                                        | с.-р.                    | нет                           |
| 170 | Сударов, Михаил Никитич                                       | Покровский мост, Б. Семёновская, 39, кв. 7                                                                        | с.-р.                    | нет                           |
| 171 | Сысин, Алексей Николаевич                                     | Мясницкая, 13, кв. 59                                                                                             | РСДРП(о)                 | да                            |
| 172 | Тапильский, Александр Никифорович                             | Б. Лубянка, д. 15, Центральн. т-во льноводов                                                                      | с.-р.                    | нет                           |
| 173 | Телешев, Александр Николаевич                                 | Усачевская, 26 | РСДРП(б)                 | нет                           |
| 174 | Тесленко, Николай Васильевич                                  | М. Власьевский, 7                                                                                                 | к.-д.                    | да                            |
| 175 | Третьяков, Сергей Михайлович                                  | Остоженка, Молочный пер., 7, кв. 8                                                                                | с.-р.                    | нет                           |
| 176 | Третьяков, Сергей Николаевич                                  | Плющиха, Неопалимовский, д. 11                                                                                    | к.-д.                    | нет                           |
| 177 | Тукманкин, Сергей Петрович                                    | Красносельская, 62, кв. 10                                                                                        | с.-р.                    | да                            |
| 178 | Турубинер, Александр Миронович                                | Долгоруковская, 13, кв. 2                                                                                         | с.-р.                    | да                            |
| 179 | Тхор, Степан Иванович                                         | Тверская, 29, меблиров. комн. «Рэноме»,                                                                           | с.-р.                    | нет                           |
| 180 | Урнов, Василий Ефимович                                       | Б. Палашевский пер., 1, кв. 25                                                                                    | с.-р.                    | нет                           |
| 181 | Усиевич, Григорий Александрович                               | Рождественский бульвар, 15, кв. 5                                                                                 | РСДРП(б)                 | нет                           |
| 182 | Успенский, Виктор Петрович                                    | М. Бронная, 15, кв. 37                                                                                            | с.-р.                    | нет                           |
| 183 | Филатьев, Георгий Викторович (товарищ городского головы)      | М. Никитская, 29                                                                                                  | н.-с.                    | да                            |
| 184 | Фрадкин, Иосиф Ефимович (Борис Волин)                         | Ст. Божедомка, Новопроектированный пер., д. Соловьева, кв. 15                                                     | РСДРП(б)                 | нет                           |
| 185 | Xинчук, Лев Михайлович                                        | Плющиха, 7-й Ростовский п., д. 2/14, кв. 19                                                                       | РСДРП(о)                 | нет                           |
| 186 | Чаплыгин, Сергей Алексеевич                                   | Плющиха, 55 | к.-д.                    | нет                           |
| 187 | Челищев, Виктор Николаевич                                    | М. Николо-Песковский, 14                                                                                          | к.-д.                    | да                            |
| 188 | Челноков, Михаил Васильевич                                   | Поварская, 20а | к.-д.                    | да                            |
| 189 | Черноусов, Николай Петрович                                   | Институтский пер., 10, кв. 20                                                                                     | с.-р.                    | да                            |
| 190 | Чистов, Николай Иванович                                      | 1-я Брестская, 44, кв. 22                                                                                         | РСДРП(о)                 | нет                           |
| 191 | Шестаков, Всеволод Петрович                                   | Теплый пер., 18, кв. 15                                                                                           | с.-р.                    | да                            |
| 192 | Шмидт, Эдуард Викентьевич                                     | Зубовский бул., 13, кв. 17                                                                                        | с.-р.                    | нет                           |
| 193 | Штернберг, Павел Карлович                                     | Кудринская, 19 | РСДРП(б)                 | нет                           |
| 194 | Шубников, Николай Васильевич                                  | Житная ул., д. Редькина, кв. 15                                                                                   | с.-р.                    | нет                           |
| 195 | Щепкин, Николай Николаевич                                    | Неопалимовский пер., соб. д.                                                                                      | к.-д.                    | нет                           |
| 196 | Щербаков, Фёдор Георгиевич                                    | Б. Сухаревск. пер., 5, кв. 14                                                                                     | с.-р.                    | да                            |
| 197 | Эфрос, Абрам Маркович                                         | Б. Пресня, 28, кв. 15                                                                                             | с.-р.                    | да                            |
| 198 | Эфрос, Генох Яковлевич                                        | Самотёка, 2-й Волхонский пер., 3, кв. 7                                                                           | с.-р.                    | нет                           |
| 199 | Юренев, Пётр Петрович                                         | М. Козихинский, 4                                                                                                 | к.-д.                    | да                            |
| 200 | Яхонтов, Валериан Иванович                                    | Кудринская ул., 19, кв. 14                                                                                        | РСДРП(о)                 | да                            |

## Члены управы, не состоящие гласными Думы
| № | Фамилия (псевдоним), имя отчество | Адрес                                         | Партийная принадлежность (не указана) | Участие в собр. 6 ноября 1917 |
| - | --------------------------------- | --------------------------------------------- | ------------------------------------- | ----------------------------- |
| 1 | Зенбицкий Александр Николаевич    | Арбат, Никольский пер., 4, кв. 7              | -                                     | да                            |
| 2 | Лопухин, Борис Александрович      | Арбат, Денежный переулок, 21, кв. 25          | -                                     | нет                           |
| 3 | Лузин, Фаддей Александрович       | Сретенские ворота, Рыбников пер., 2/6, кв. 12 | -                                     | нет                           |
| 4 | Михайлов, Николай Михайлович      | Триумфально-Садовая, 14, кв. 4                | -                                     | нет                           |
| 5 | Морозов, Сергей Александрович     | Лубянская площадь, 2, кв. 1                   | -                                     | да                            |
| 6 | Ульянов, Николай Алексеевич       | М. Бронная, 15, кв. 72.                       | -                                     | да                            |
| 7 | Харитонов, Семён Андреевич        | Краснопрудная, 24, кв. 14                     | -                                     | да                            |
| 8 | Шацкий, Станислав Теофилович      | Новослободская ул., Вадковский пер., д. 3     | -                                     | да                            |
| 9 | Шлиппе, Сергей Александрович      | Никитский бульвар, 15, кв. 3                  | -                                     | да                            |